# Rally de Ypres de 2008
El Rally de Ypres de 2008, oficialmente 44. Belgium Ypres Westhoek Rally 2008, fue la edición 44.ª, la quinta ronda de la temporada 2008 del Campeonato de Europa de Rally y la tercera ronda de la temporada 2008 del Intercontinental Rally Challenge. Se celebró del 27 al 28 de junio y contó con un itinerario de dieciocho tramos sobre asfalto con un total de 298,88 km cronometrados.

## Itinerario y resultados
| Día                 | Tramo | Hora  | Nombre                   | Distancia | Ganador          | Tiempo  | Líder rally |
| ------------------- | ----- | ----- | ------------------------ | --------- | ---------------- | ------- | ----------- |
| Día 1 (27 de junio) | SS1   | 17:59 | Dikkebus 1               | 11.32km   | Freddy Loix      | 6:11.6  | Freddy Loix |
| Día 1 (27 de junio) | SS2   | 18:21 | Monteberg - Kemmelberg 1 | 9.80km    | Freddy Loix      | 5:46.3  | Freddy Loix |
| Día 1 (27 de junio) | SS3   | 19:04 | Langemark 1              | 21.86km   | Freddy Loix      | 11:40.6 | Freddy Loix |
| Día 1 (27 de junio) | SS4   | 20:38 | Dikkebus 2               | 11.32km   | Freddy Loix      | 6:06.9  | Freddy Loix |
| Día 1 (27 de junio) | SS5   | 21:00 | Monteberg - Kemmelberg 2 | 9.80km    | Freddy Loix      | 5:40.4  | Freddy Loix |
| Día 1 (27 de junio) | SS6   | 21:43 | Langemark 2              | 21.86km   | Nicolas Vouilloz | 11:39.8 | Freddy Loix |
| Día 2 (28 de junio) | SS7   | 11:30 | Hollebeke 1              | 14.42km   | Nicolas Vouilloz | 8:15.9  | Freddy Loix |
| Día 2 (28 de junio) | SS8   | 11:52 | Mesen - Sauvegarde 1     | 26.32km   | Nicolas Vouilloz | 13:45.6 | Freddy Loix |
| Día 2 (28 de junio) | SS9   | 12:27 | Westouter 1              | 5.95km    | Nicolas Vouilloz | 3:31.4  | Freddy Loix |
| Día 2 (28 de junio) | SS10  | 12:47 | Watou 1                  | 9.26 km   | Luca Rossetti    | 5:22.8  | Freddy Loix |
| Día 2 (28 de junio) | SS11  | 14:39 | Kemmelberg 1             | 7.95 km   | Luca Rossetti    | 4:42.4  | Freddy Loix |
| Día 2 (28 de junio) | SS12  | 14:58 | Heuvelland 1             | 42.56 km  | Luca Rossetti    | 22:55.4 | Freddy Loix |
| Día 2 (28 de junio) | SS13  | 17:18 | Hollebeke 2              | 14.42km   | Freddy Loix      | 8:15.5  | Freddy Loix |
| Día 2 (28 de junio) | SS14  | 17:40 | Mesen - Sauvegarde 2     | 26.32km   | Luca Rossetti    | 13:42.6 | Freddy Loix |
| Día 2 (28 de junio) | SS15  | 18:15 | Westouter 2              | 5.95km    | Nicolas Vouilloz | 3:31.1  | Freddy Loix |
| Día 2 (28 de junio) | SS16  | 18:35 | Watou 2                  | 9.26 km   | Nicolas Vouilloz | 5:17.9  | Freddy Loix |
| Día 2 (28 de junio) | SS17  | 20:27 | Kemmelberg 2             | 7.95km    | Nicolas Vouilloz | 4:41.7  | Freddy Loix |
| Día 2 (28 de junio) | SS18  | 20:46 | Heuvelland 2             | 42.56km   | Luca Rossetti    | 22:46.0 | Freddy Loix |

## Clasificación final
| Pos.                 | Piloto                | Copiloto          | Coche                          | Tiempo    | Diferencia | Puntos |
| IRC                  | IRC                   | IRC               | IRC                            | IRC       | IRC        | IRC    |
| -------------------- | --------------------- | ----------------- | ------------------------------ | --------- | ---------- | ------ |
| 1.                   | Freddy Loix           | Robin Buysmans    | Peugeot 207 S2000              | 2:44:40.3 | 0.0        | 10     |
| 2.                   | Nicolas Vouilloz      | Nicolas Klinger   | Peugeot 207 S2000              | 2:45:39.0 | +58.7      | 8      |
| 3.                   | Luca Rossetti         | Matteo Chiarcossi | Peugeot 207 S2000              | 2:46:08.9 | +1:28.6    | 6      |
| 4.                   | Bernd Casier          | Frédéric Miclotte | Volkswagen Polo S2000          | 2:46:14.8 | +1:34.5    | 5      |
| 5.                   | Patrick Snijers       | Wim Soenens       | Peugeot 207 S2000              | 2:46:24.3 | +1:44.0    | 4      |
| 6.                   | Giandomenico Basso    | Mitia Dotta       | Fiat Abarth Grande Punto S2000 | 2:48:03.2 | +3:22.9    | 3      |
| 7.                   | Jasper van den Heuvel | Martine Kolman    | Mitsubishi Lancer Evo IX       | 2:49:24.0 | +4:43.7    | 2      |
| 8. (9.)              | Paul Lietaer          | Kristof Dejonghe  | Mitsubishi Lancer Evo IX       | 2:51:00.9 | +6:20.6    | 1      |
| Campeonato de Europa |                       |                   |                                |           |            |        |
| 1. (3.)              | Luca Rossetti         | Matteo Chiarcossi | Peugeot 207 S2000              | 2:46:08.9 |            |        |
| 2. (6.)              | Giandomenico Basso    | Mitia Dotta       | Fiat Abarth Grande Punto S2000 | 2:48:03.2 | +1:54.3    |        |
| 3. (12.)             | Anton Alén            | Timo Alanne       | Fiat Abarth Grande Punto S2000 | 2:52:39.2 | +6:30.3    |        |

| Predecesor: Polonia 2008  | ERC 2008 | Sucesor: Bulgaria 2008 |
| Predecesor: Portugal 2008 | IRC 2008 | Sucesor: Rusia 2008    |